# Siebel Systems
Siebel Systems war ein in San Mateo, Kalifornien 1993 von dem Unternehmer Thomas Siebel gegründeter Anbieter von CRM-Integrationslösungen.
Die Siebel-CRM-Lösungen basierten auf offenen Standards, insbesondere XML und SOAP, und konnten mit anderen Anwendungen (wie zum Beispiel SAP ERP) integriert werden. Das Portfolio umfasst festinstallierte Lösungen, On-Demand-Lösungen als Internet-Service sowie deren Kombination. Rund 4.000 Kunden und mehr als 3,4 Millionen Nutzer wurden im Jahr 2005 berichtet. Im Bereich des analytischen CRM wurde Siebel Business Analytics Applications angeboten. Diese Business-Intelligence-Anwendung war die Basis der Oracle BI Suite Enterprise Edition.
Im September 2005 kündigte Oracle die Übernahme des Anbieters von Kundenmanagement-Programmen für rund 5,8 Milliarden Dollar an. Anfang 2006 erfolgte die Übernahme von Siebel Systems durch Oracle.